# Бакурка
Бакурка — река в России, протекает в Екатериновском и Аткарском районах Саратовской области. 
Устье реки находится в 75 км по левому берегу реки Сердоба. Длина реки составляет 69 км. В 40 км от устья, по левому берегу реки впадает река Крутояр. В 30 км от устья, по правому берегу реки впадает река Казачка.

## Данные водного реестра
По данным государственного водного реестра России относится к Донскому бассейновому округу, водохозяйственный участок реки — Хопёр от истока до впадения реки Ворона, речной подбассейн реки — Хопер. Речной бассейн реки — Дон (российская часть бассейна).
По данным геоинформационной системы водохозяйственного районирования территории РФ, подготовленной Федеральным агентством водных ресурсов:
- Код водного объекта в государственном водном реестре — 05010200112107000005414
- Код по гидрологической изученности (ГИ) — 107000541
- Код бассейна — 05.01.02.001
- Номер тома по ГИ — 07
- Выпуск по ГИ — 0